# Heart of Gold Band
Heart of Gold Band je americká rocková skupina, kterou v roce 1980 založili Keith a jeho manželka Donna Jean Godchaux po odchodu ze skupiny Grateful Dead. Krátce po smrti Keitha Godchauxe se skupina rozpadla a její činnost byla obnovena až v roce 2004.